# Mại dâm tại Nhật Bản
Mại dâm ở Nhật Bản đã tồn tại xuyên suốt lịch sử Nhật Bản. Mặc dù Luật Phòng chống Mại dâm tuyên bố "Không cá nhân nào có thể làm mại dâm hoặc trở thành khách hàng của mại dâm", tuy nhiên có những kẽ hở luật, cách diễn giải tự do và việc thực thi luật pháp lỏng lẻo đã tạo cơ hội giúp ngành công nghiệp tình dục Nhật Bản phát triển thịnh vượng và ước tính kiếm được khoảng 2,3 nghìn tỷ Yên (24 tỉ USD) mỗi năm. Tại Nhật Bản, dù có văn hóa phẩm khiêu dâm phát triển nhưng mại dâm vẫn là bất hợp pháp.

## Lịch sử
Mại dâm tại Nhật Bản đã có từ lâu đời tại Nhật, ít nhất từ thế kỷ 15, khi các thành thị bắt đầu phát triển mạnh.
Trước Chiến tranh thế giới thứ hai, Nhật là một nước quân chủ. Mại dâm tồn tại công khai để phục vụ tầng lớp trên như quý tộc và sĩ quan quân đội. Quân Nhật đóng ở nước ngoài còn tổ chức những nhà thổ gồm các phụ nữ tại các quốc gia bị chiếm đóng (Triều Tiên, Trung Quốc...), họ gọi đó là các Phụ nữ giải khuây. Rất nhiều phụ nữ trong số này bị bắt cóc, ép buộc phải phục vụ lính Nhật như là nô lệ tình dục. Chính phủ Triều Tiên, Hàn Quốc, Đài Loan và Trung Quốc hiện nay luôn yêu cầu Nhật Bản phải chính thức xin lỗi và bồi thường cho những nạn nhân này.
Sau thế chiến, Đế quốc Nhật Bản sụp đổ, tầng lớp quý tộc và sĩ quan bị tước các đặc quyền, thế chỗ vào đó là quân đồn trú Mỹ. Bộ Nội vụ Nhật đã ban hành những văn bản cụ thể kèm theo vào ngày 18/8/1945, một ngày trước khi phái đoàn Nhật Bản đáp máy bay đến Manila (Philippines) để đàm phán về các điều khoản thỏa thuận khi nước này đầu hàng và chịu sự tiếp quản của quân Đồng Minh. Cảnh sát địa phương được huy động để mở mạng lưới tìm kiếm các cô gái. Địa điểm thích hợp cho việc mở nơi "mua vui" là một khu ký túc xá dành cho các sĩ quan Mỹ độc thân. Nhiều lính Mỹ siêng năng đến nhà thổ như vậy khi giá cho mỗi lần mua vui chỉ có 15 yen (khoảng 1 USD), tức bằng nửa giá tiền một gói thuốc lá.
Sau đó dưới sự bật đèn xanh của chính phủ quan chức cảnh sát và giới thương gia đã thiết lập một hệ thống nhiều nhà thổ dưới sự đỡ đầu của Hiệp hội Tiêu khiển và giải trí (RAA), do chính phủ rót tiền hoạt động. Nhà thổ đầu tiên của RAA là Komachien có 38 phụ nữ, nhưng con số này tăng lên đến 100 do nhu cầu quá cao. Mỗi phụ nữ đã phải tiếp đến 15 - 60 khách mỗi ngày. Nhu cầu tăng quá cao đã khiến giới quản lý tìm kiếm cả những phụ nữ bình thường. Đến cuối năm 1945, quân số của lính Mỹ tại Nhật đã tăng lên 350.000 và tổng cộng RAA đã tuyển hơn 70.000 gái điếm để phục vụ họ. Số lượng nhà thổ không thuộc hệ thống RAA còn cao hơn nhiều. Lãnh đạo Mỹ tại Nhật đã xây hẳn các trạm phòng bệnh kế bên các nhà thổ RAA để kịp thời cung cấp thuốc penicillin cho gái điếm. Giới chức Mỹ biết rõ rằng hầu hết các phụ nữ làm việc trong những nhà chứa do RAA lập nên đều bị ép buộc vào con đường nhơ nhuốc.
Bằng những chiêu bài tuyển dụng công chức cho các dự án bí mật, chính phủ Nhật đã đẩy không ít các cô gái vào con đường thành gái bán dâm chuyên nghiệp. Xung quanh vụ việc này cũng có khá nhiều cái chết thương tâm do mắc phải sự lừa phỉnh. Natsue Takita, 19 tuổi, đã trở thành gái điếm tại Komachien sau khi đọc quảng cáo tìm nhân viên. Khi đến nơi, người ta nói với cô rằng chỉ còn vị trí "nhân viên mua vui" và cô đã bị thuyết phục chấp nhận công việc này. Chỉ vài ngày sau khi nhà thổ hoạt động, Takita đã nhảy vào xe lửa tự tử.
Sau những hệ lụy gây ra cũng như việc Chính phủ mới của nước Nhật thực hiện chính sách bình đẳng giới, do vậy đến năm 1956 mại dâm đã bị cấm. Đạo luật phòng chống mại dâm năm 1956 đã nghiêm cấm các hành vi mua bán dâm.
Tuy vậy, người Nhật quan niệm khá đặc biệt: khiêu dâm và mại dâm là 2 vấn đề riêng. Phim ảnh, sách báo khiêu dâm... là hợp pháp, nhưng mại dâm thì bị cấm. Luật nước này định nghĩa mại dâm là "giao hợp để được trả tiền", nên việc khiêu dâm nhưng không tiến hành giao hợp thì được coi là hợp pháp. Vì quy định này tạo ra nhiều kẽ hở nên năm 1985 và năm 1999, Nhật Bản đã bổ sung Luật Quản lý doanh nghiệp ảnh hưởng đạo đức công cộng, siết chặt quản lý việc cung cấp các dịch vụ khiêu dâm phi giao hợp.

## Sự tham gia của mafia Nhật
Thống kê cho thấy, một số nhóm Yakuza (xã hội đen Nhật) có thể thu về hơn 1 triệu USD mỗi tháng từ các quán bar tình dục, nhà thổ hay các "câu lạc bộ hẹn hò" dành cho nam giới.
Yakuza thường xuyên vận chuyển các bộ phim và tạp chí khiêu dâm từ Mỹ và châu Âu vào Nhật Bản, cũng như tổ chức các đường dây "gái gọi". Yakuza mua các bé gái từ Trung Quốc, đem sang Nhật để phục vụ trong các quán bar, nhà hàng và hộp đêm. Ngoài Trung Quốc, nguồn gái mại dâm của Yakuza còn đến từ Philippines. Yakuza dùng những lời mời gọi hấp dẫn về một công việc với mức lương cao để lừa các cô gái nghèo và nhẹ dạ. Sau khi đến Nhật Bản, những cô gái này sẽ phải làm những việc như gái điếm hoặc vũ nữ thoát y. Có thể nói, bạo hành và tình dục là một trong những đặc trưng của thế giới ngầm này.

## Pháp luật
Nước Nhật vẫn được coi là tấm gương cho sự phát triển của châu Á. Nhưng cái giá mà văn hóa Nhật phải trả cho sự "Tây hóa" quá đà nhằm dọn đường cho kinh tế phát triển cũng không nhỏ. Hiện nước này đang bị đẩy vào "cơn bão sex" với đầy rẫy những nguy cơ.
Điều 3 của Đạo luật phòng chống mại dâm năm 1956 quy định: "Không ai được phép bán dâm hoặc trở thành khách mua dâm", nhưng không xác định hình phạt cụ thể với các vi phạm. Thay vào đó, luật quy định các hành vi bị cấm và hình phạt liên quan như: lôi kéo vì mục đích mại dâm, chăn dắt một người để người này bán dâm, ép buộc bán dâm, nhận bồi thường từ việc bán dâm, xui khiến người khác trở thành gái điếm bằng cách trả tiền trước, cung cấp tiền bạc, nơi chốn, trang bị đồ đạc phục vụ mại dâm…
Tuy nhiên do yếu tố văn hóa gia trưởng truyền thống, mại dâm ít bị cấm kỵ đối với nam giới. Trong khi phụ nữ Nhật truyền thống nổi tiếng về sự chung thủy với chồng, thì nhiều đàn ông Nhật lại không coi trọng sự chung thủy với vợ. Những đàn ông này coi việc "trăng hoa" ở ngoài là một "đặc quyền" của nam giới: phụ nữ ngoại tình hiếm khi được họ tha thứ, nhưng nam giới ngoại tình thì họ lại coi là "lẽ tự nhiên", thậm chí là "chiến tích". Do vậy, nhiều hình thức mại dâm trá hình như gái bao, viện trợ giao tế (Enjo kosai)... xuất hiện, khiến pháp luật rất khó khăn để xử lý. Các nỗ lực chống mại dâm của chính phủ chỉ đem lại những kết quả hạn chế.
Về mặt nam giới, họ thường dẫn đối tác vào các club "đúng chỗ" do doanh nghiệp chi trả; về mặt phụ nữ thì bán dâm được xem là biện pháp thực dụng để có tiền nhanh hơn so với việc làm bình thường. Chủ đề thường xuyên của tranh châm biếm ở Nhật minh họa điều này, khi người cha hay bạn trai gặp chính con gái hay người yêu của mình tại một club có phụ nữ "phục vụ".
Sau khi đến thăm Nhật Bản và chứng kiến sự phát triển của ngành công nghiệp tình dục nước này, Joan Sinclair, tác giả của cuốn sách Pink Box, mỉa mai rằng ngành công nghiệp sex của Nhật Bản "cung cấp mọi thứ có thể tưởng tượng ra trừ việc giao hợp".
Vấn đề trinh tiết đã bị loại bỏ khỏi văn hóa Nhật. Phụ nữ Nhật giờ đây mặc sức chạy theo những đam mê và dục vọng của mình. Một hiện tượng đang nổi lên trong xã hội Nhật mấy năm nay là chuyện các nữ sinh phổ thông sẵn sàng bán dâm để lấy tiền mua quần áo, giày dép. Đây đang là 1 thực trạng có thể xem là khá nhức nhối của xã hội Nhật.
Theo ông Yumi Yamashita, chuyên nhiên cứu về mại dâm ở Nhật Bản, thì trong một xã hội tiêu thụ, con người luôn chạy theo vật chất hào nhoáng bề ngoài. Không ít thiếu nữ coi thân xác tuổi trẻ của họ là một món hàng, cần phải tận dụng trước khi nó trở nên "mất giá" (tức là trước khi họ già đi). Viện trợ giao tế - Enjo kosai, hay còn gọi là "quan hệ xã hội được trợ cấp", "hẹn hò được trả phí", là tiếng lóng được dùng để nói về những vụ mua bán dâm nữ sinh tuổi vị thành niên. Gần đây, số lượng nữ sinh phổ thông ở Nhật Bản bán dâm cho người lớn hoặc "tình một đêm" với bạn bè để lấy tiền tiêu ngày càng tăng. Điều đó khiến nhiều người lo lắng về giá trị đạo đức đang ngày càng đi xuống. Để tránh phạm pháp, nữ sinh thường bán dâm qua deai-kei (nghĩa là "điểm gặp gỡ"). Có trường hợp một nam sinh trung học đã dắt mối một cô bé 13 tuổi với giá 712 USD thông qua bảng tin như vậy..
Những nữ sinh bán dâm qua dịch vụ này thường được gọi với tên lóng là JC. Một nam sinh trung học đăng thông tin quảng cáo như sau: "Tuyển một JC ở Kanagawa. Bạn có thể kiếm được rất nhiều tiền, nên bất kỳ ai muốn hẹn hò thì hãy đến với tôi". Nam sinh này từng dắt mối một nữ sinh 16 tuổi với giá 475 USD. Nhiều trạm điện thoại gần nhà ga xe lửa dán đầy số điện thoại và ảnh nữ sinh phổ thông. Trong số họ, không ít đến từ gia đình thuộc tầng lớp trung lưu. Một khảo sát của Hiệp hội Giáo viên và Phụ huynh học sinh Nhật Bản đối với 3.600 thiếu niên 14-15 tuổi cho thấy, 1/4 em gái thừa nhận thường xuyên gọi điện tới các câu lạc bộ môi giới Enjo kosai..
Cảnh sát Nhật Bản vẫn giám sát những địa điểm hẹn hò như vậy. Tuy nhiên, cũng giống mại dâm ở nhiều nước khác, những địa điểm này vẫn hoạt động với nhiều chiêu lách luật. Một điều may mắn là nữ sinh Nhật Bản rất thành thạo việc sử dụng bao cao su từ khi còn rất trẻ. Dù vậy, bao cao su chỉ hạn chế chứ không thể ngăn ngừa hết các nguy cơ lây bệnh, nên các bệnh lây truyền qua đường tình dục ở Nhật Bản đang dần tăng lên.
Ngược lại, các geisha truyền thống Nhật là những phụ nữ được đào tạo chuyên nghiệp để giúp tiêu khiển cho đàn ông nhưng là bằng nghệ thuật và thi ca, họ không bán dâm như nhiều người lầm tưởng (xem bài Geisha).
Năm 2012, để nâng cao hiệu quả của công tác phòng chống mại dâm, chính phủ Nhật Bản đã ra luật thưởng 900 USD tiền mặt cho những ai cung cấp thông tin cho cơ quan chức năng về các đường dây mại dâm. Theo hồ sơ của Cục Cảnh sát Quốc gia của Nhật Bản, trong số 85 người mang quốc tịch nước ngoài bị bắt vì các tội liên quan mại dâm năm 2007, có tới 43,5% là người Trung Quốc đại lục, 15,3% là người Thái Lan, hơn 7,2% là người Đài Loan, 7,2% là người Hàn Quốc.